# 計算員

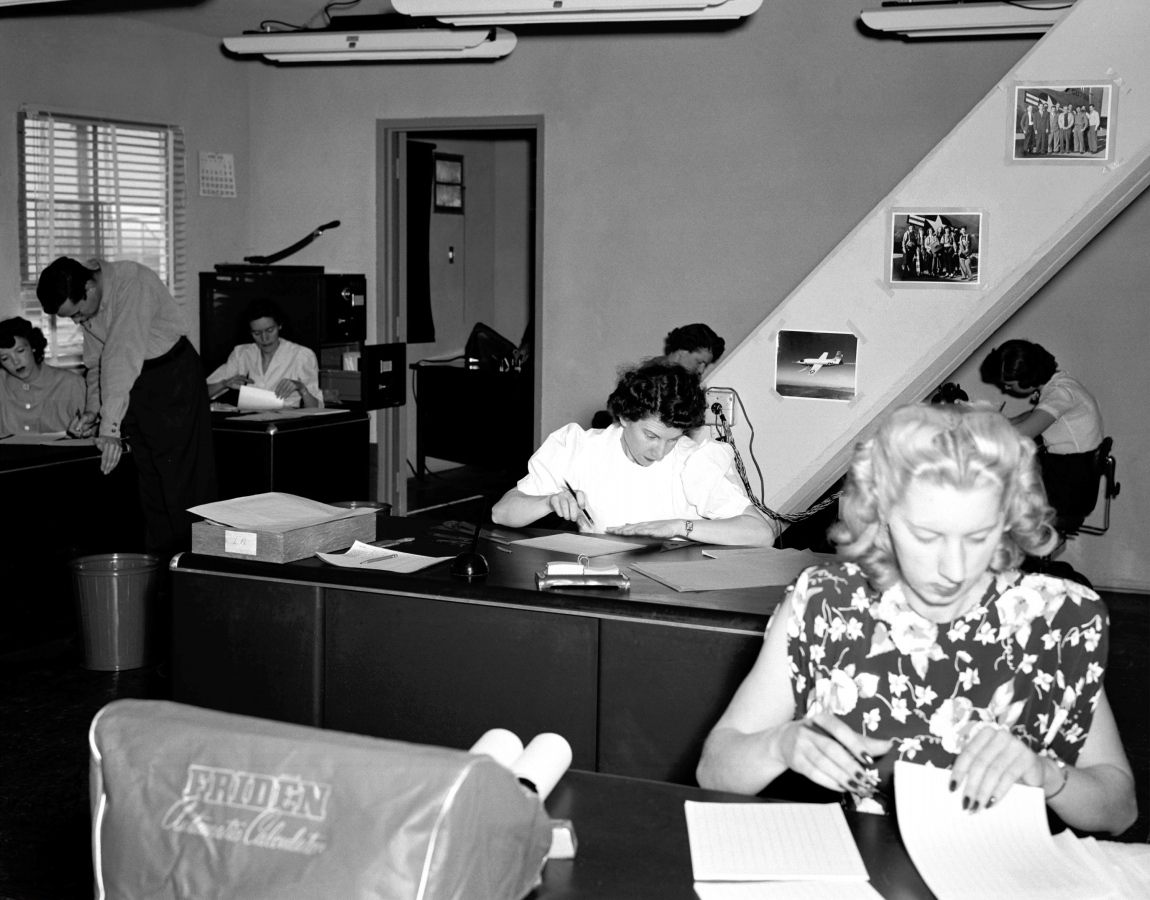
NACA High Speed Flight Station "Computer Room"

計算員（英語：Computer或human computer）是電子計算機發明以前，專門從事數學計算工作的人員，他們通常要分組進行冗長的計算。這項工作起源於17到18世紀的天文學計算。在二次大戰期間，許多女性成為計算員，參與了包括曼哈頓計畫在內的許多計算工作，這些計算員有許多後來從事早期計算機科學的發展。

## 外部連結
- Early NACA human computers at work （页面存档备份，存于）, photograph, October 1949.
- The Age of Female Computers （页面存档备份，存于）, by David Skinner
- Sonoma University （页面存档备份，存于）
- Wellesley Archive.today的存檔，存档日期2012-12-11